# Hoplosauris imbricaria
Hoplosauris imbricaria là một loài bướm đêm trong họ Geometridae.